# Yaxcabá
Yaxcabá es el nombre de una localidad en el estado de Yucatán, México, cabecera del municipio homónimo, uno de los 106 que integran esa entidad federativa.

## Toponimia
El nombre de Yaxcabá,  significa en lengua maya lugar de tierra verde, por derivarse de las voces ya'ax, verde y kaab, tierra.

## Geografía física

### Localización
La localidad se encuentra en el sur del estado de Yucatán, aproximadamente 90 km al sur-oriente de Mérida, la capital del estado de Yucatán.

## Historia
Sobre la fundación de Yaxcabá, no se conocen datos precisos. Se sabe que perteneció antes de la conquista de Yucatán al cacicazgo de Cochuah. Se cree, sin embargo, por virtud de la tradición oral que la localidad fue fundada por el único cocom que sobrevivió a la destrucción de Mayapán, hacia el año de 1441. 
Durante la colonia bajo el régimen de las encomiendas estuvo a cargo de Joaquín de Leguizano (1562). 	
En 1761 se dio en Cisteil localidad hoy perteneciente al municipio de Yaxcabá, una insurrección importante encabezada por Jacinto Canek.
El 8 de septiembre de 1848, grupos de indígenas bajo la dirección de Cecilio Chi tomaron Yaxcabá. El coronel Eulogio Rosado comandó las fuerzas de los blancos para recuperar la plaza en un cruento combate.

## Demografía
| Gráfica de evolución demográfica de Yaxcabá entre 1900 y 2020 |
|                                                               |
| Población según los censos del INEGI.                         |

## Lugares de interés
Hay en la villa de Yaxcabá un templo en honor a san Francisco de Asís; la capilla dedicada a la virgen de Guadalupe y la casa llamada Huaycot, o también de las Cien Puertas. También el exconvento y parroquia de San Pedro. Todos ellos datan de la época colonial, principalmente de los siglos XVII y XVIII.
Hay cerca de la localidad sitios arqueológicos mayas, entre los que sobresalen Yaxunah, Ixpanioh, Xucul, Yokdzonot, Xcanyá, Tixcacaltuyub y  Yanláh